# 키옙스키역

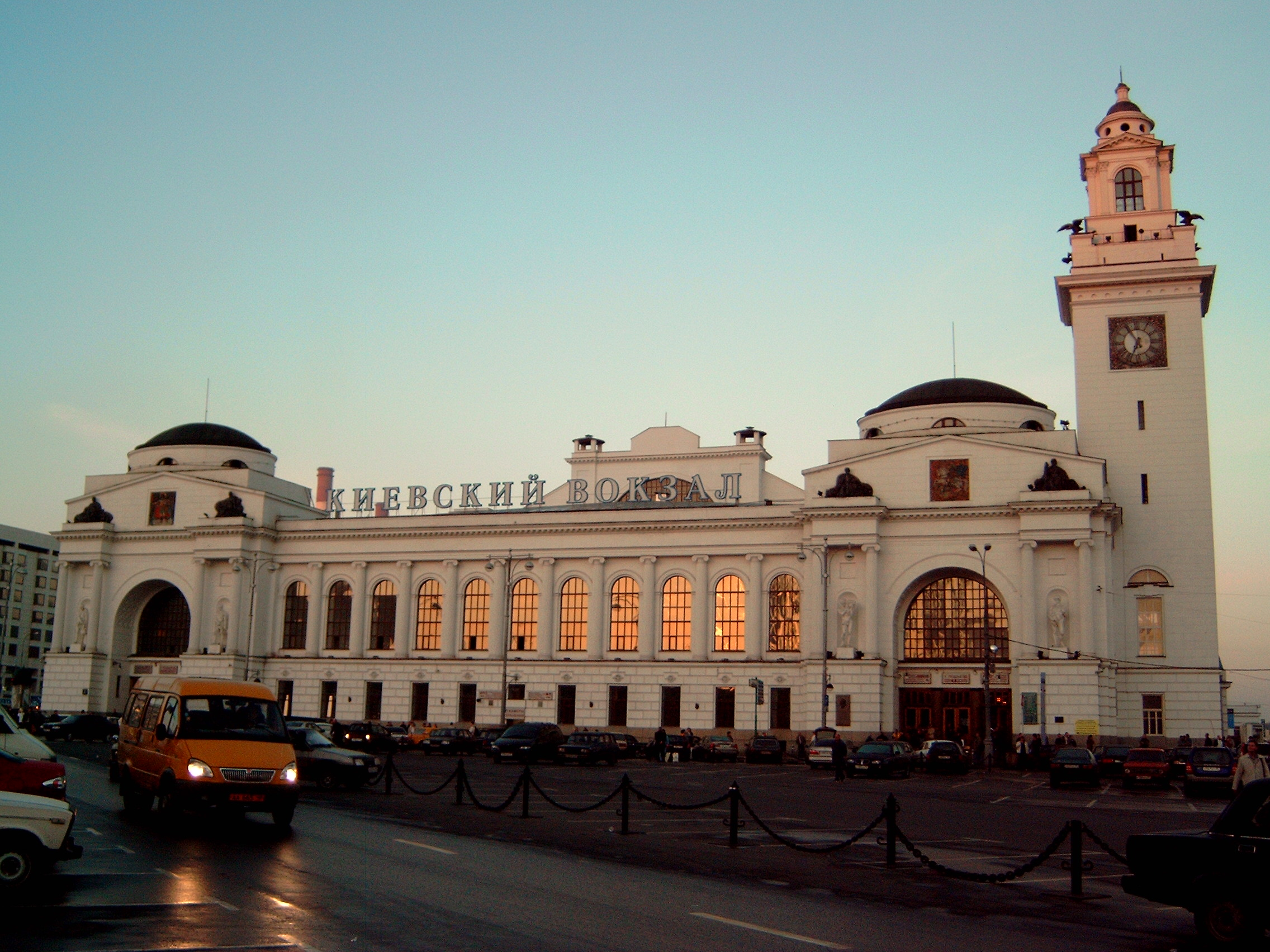
키옙스키 역

키옙스키역(러시아어: Киевский вокзал)은 러시아 모스크바에 있는 철도역이다.